# Eintracht Frankfurt
Eintracht Frankfurt este un club de fotbal din Frankfurt pe Main, Germania, care evoluează în Bundesliga.
Cuvântul german Eintracht se traduce înțelegere, armonie. Culorile echipei sunt roșu, alb și negru. Clubul a fost fondat în 1899, iar în 1963 a făcut parte dintre cele 16 echipe care au fost alese să facă parte din Bundesliga, noul campionat de fotbal al Germaniei. În 1960 a jucat finala Cupei Campionilor Europeni, în 1980 a câștigat Cupa UEFA și în 2022 a câștigat UEFA Europa League. Își dispută meciurile de pe teren propriu pe stadionul Deutsche Bank Park, arenă înființată în 1925 și cunoscută și sub denumirea Waldstadion (Stadionul din pădure).

## Palmares
- Finalista Cupei Campionilor Europeni: 1
  - 1960 - Real Madrid vs. Eintracht Frankfurt - 7-3 - Stadionul Hampden Park, Glasgow
- Cupa UEFA/UEFA Europa League: 2
  - 1980 - Eintracht Frankfurt vs. Borussia Mönchengladbach - 1-2, 1-0
  - 2022 - Eintracht Frankfurt vs. Rangers - 1-1 (5-4 pk) - Estadio Ramón Sánchez Pizjuán[1]
- Campionii Germaniei: 1
  - 1959
- Cupa Germanei: 5
  - 1974, 1975, 1981, 1988, 2018
- Cupa Alpilor: 1
  - 1967

## Lotul actual
La 20 august 2025. 
| Nr. |                            | Poziție | Jucător                 |
| --- | -------------------------- | ------- | ----------------------- |
| 2   | Germania                   | F       | Elias Baum              |
| 3   | Belgia                     | F       | Arthur Theate           |
| 4   | Germania                   | F       | Robin Koch              |
| 5   | Elveția                    | F       | Aurèle Amenda           |
| 6   | Danemarca                  | M       | Oscar Højlund           |
| 7   | Germania                   | M       | Ansgar Knauff           |
| 8   | Algeria                    | A       | Farès Chaïbi            |
| 9   | Germania                   | A       | Jonathan Burkardt       |
| 13  | Danemarca                  | F       | Rasmus Kristensen       |
| 15  | Tunisia                    | M       | Ellyes Skhiri           |
| 16  | Suedia                     | M       | Hugo Larsson            |
| 17  | Franța                     | A       | Elye Wahi               |
| 18  | Siria                      | M       | Mahmoud Dahoud          |
| 19  | Franța                     | A       | Jean-Mattéo Bahoya      |
| 20  | Japonia                    | M       | Ritsu Dōan              |
| 21  | Germania                   | F       | Nathaniel Brown         |
| 22  | Statele Unite ale Americii | F       | Timothy Chandler        |
| 24  | Portugalia                 | F       | Aurélio Buta            |
| 26  | Franța                     | M       | Éric Junior Dina Ebimbe |

| Nr. |                            | Poziție | Jucător               |
| --- | -------------------------- | ------- | --------------------- |
| 27  | Germania                   | A       | Mario Götze           |
| 29  | Franța                     | F       | Niels Nkounkou        |
| 30  | Belgia                     | A       | Michy Batshuayi       |
| 31  | Statele Unite ale Americii | M       | Paxten Aaronson       |
| 33  | Germania                   | P       | Jens Grahl            |
| 34  | Germania                   | F       | Nnamdi Collins        |
| 37  | Germania                   | M       | Jeremiaha Maluze      |
| 38  | Germania                   | M       | Ebu Bekir Is          |
| 39  | Germania                   | P       | Amil Šiljević         |
| 40  | Brazilia                   | P       | Kauã Santos           |
| 41  | Mali                       | F       | Fousseny Doumbia      |
| 42  | Turcia                     | M       | Can Uzun              |
| 44  | Ecuador                    | F       | Davis Bautista        |
| 45  | Statele Unite ale Americii | M       | Marvin Dills          |
| 47  | Ungaria                    | M       | Noah Fenyő            |
| 49  | Spania                     | F       | Derek Boakye Osei     |
| 50  | Germania                   | A       | Alessandro Gaul Souza |
|     | Croația                    | F       | Hrvoje Smolčić        |
|     | Germania                   | A       | Jessic Ngankam        |